# Bataille d'Ekona Mbenge
Crise anglophone au Cameroun
Batailles
- Batibo
- Menka
- Ekona Mbenge
- Ndop
- Wum
- Nkwen
- Opération Free Bafut
- Opération Bamenda Clean
- Opération Bui Clean
- Bamessing
- Njitapon
- Bambui
- Kumbo

- Ekondo-Titi
- Course de l'espoir
- Nkambé

- Ngarbuh
- Kumba
- Mautu
- Ekondo-Titi
- Obonyi II
- Missong
- Akwaya
- Bakinjaw
- Bamenda
- Egbekaw
- Bamenyam

La bataille d'Ekona Mbenge a lieu du 17 au 18 juin 2018, lors de la crise anglophone au Cameroun.

## Prélude
Le 16 juin 2018, des séparatistes érigent un barrage routier sur la route reliant les villes de Kumba et de Buéa.

## Déroulement
Informé du barrage routier érigé par des séparatistes, l'armée camerounaise est déployée avec quelques véhicules blindés dans la région pour dégager l'autoroute. Le 17 juin 2018, il est fait état de violents affrontements entre l'armée et des éléments des Forces de défense de l'Ambazonie (FDA) dans la localité, l'armée aurait pris d'assaut le fief du groupe séparatiste dans la ville, neutralisant quelques de ses membres. Il est également apparu qu'au cours des combats, certaines maisons sont incendiées.

## Bilan humain
Cinq civils sont abattus, certains sont morts alors qu'ils se rendaient à l'hôpital. Les habitants racontent que plusieurs convois militaires ont été vus avec des corps se dirigeant vers l'annexe de l'hôpital régional de Buéa. Un séparatiste est tué et plusieurs armes saisis mais le nombre exact de victimes des combats reste inconnu.